# Luc De Bruyckere
Luc De Bruyckere (Gand, 2 novembre 1945) è un imprenditore belga.

## Studi
De Bruyckere ha seguito le discipline umanistiche al St-Lievenscollege di Gand. Ha continuato i suoi studi come insegnante presso la Rijksnormaalschool e si è laureato in psicologia industriale presso l'Università di Gand. Inoltre ha completato un MBA presso la Leuven Gent Management School Vlerick e un diploma post laurea in marketing presso l'Università di Anversa.
De Bruyckere è sposato e ha due figli.

## Ter Beke
De Bruyckere è stato attivo per 41 anni con il gruppo di alimenti freschi Ter Beke nelle Fiandre Occidentali a Waarschoot, che ha guidato dal 1971 al 2012. Ha costruito l'azienda di famiglia di Daniele Coopman e Edith De Baedts in una società quotata in borsa con un fatturato di quasi € 400 milioni. Nel 2007 ha terminato la leadership operativa come CEO e successivamente è diventato presidente esecutivo del consiglio di amministrazione. In Ter Beke ci sono 1.800 dipendenti distribuiti su 9 filiali. Ter Beke e Luc De Bruyckere sono menzionati nello stesso nome nelle Fiandre. Nel 2012 gli succedette Louis Verbeke a Ter Beke come presidente.

## Mandati di consiglio
De Bruyckere è Presidente di Comunity Gent, Presidente della Fondazione Jef Geeraerts, Direttore ORSI Academy, Presidente della Business Award Family (EY Guberna, FBNet) ed è stato in precedenza direttore della Vlerick Leuven Gent Management School, Presidente del Joos Group, Presidente del gruppo concessionario auto ACG di suo figlio Tom, Presidente del Board of Trustees di Guberna, Presidente della Lecot-Raedschelders e direttore presso, ta gli altri, dell'Università di Gand, Export Vlaanderen (FIT), Neuhaus, Distrigas, Recticel, Sioen, Picanol, Spector, Presidente Piattaforma regionale Meetjesland...

## Voka
Luc De Bruyckere è stato presidente di Voka (rete fiamminga delle imprese) dal 2009 al 2012. Un'associazione che raggruppa 18.000 aziende fiamminghe e ha avuto origine nel 2004 attraverso l'integrazione dell'epoca VEV con le Camere di commercio e industria. De Bruyckere è stato uno dei principali artefici di questa integrazione. È succeduto a Urbain Vandeurzen, il fondatore della società di tecnologia di Lovanio LMS International. Nel 2012 gli è succeduto Michel Delbaere a Voka.

## Onorificenze e premi
De Bruyckere è stato premiato durante la sua carriera con i titoli del Flemish Leadership Award 2007, Manager dell'anno 1986, GAP Life Time Achievement Award UGent 2012 e Commendatore dell'Ordine di Leopoldo II.